# Rikako Kobayashi
Rikako Kobayashi (jap. 小林 里歌子, Kobayashi Rikako; * 21. Juli 1997 in der Präfektur Hyōgo) ist eine japanische Fußballspielerin.

## Karriere

### Verein
Kobayashi spielte in der Jugend für die Tokiwagi Gakuen High School. Sie begann ihre Karriere bei Nippon TV Beleza.

### Nationalmannschaft
Mit der japanischen U-17-Nationalmannschaft qualifizierte sie sich für die U-17-Weltmeisterschaft der Frauen 2014.
Kobayashi wurde 2019 in den Kader der japanischen Nationalmannschaft berufen und kam bei der SheBelieves Cup 2019 zum Einsatz. Sie wurde in den Kader der Weltmeisterschaft der Frauen 2019 berufen. Insgesamt bestritt sie 14 Länderspiele für Japan.

## Erfolge

### Verein
Nippon TV Beleza
- Nihon Joshi Soccer League: 2016, 2017, 2018, 2019

### Nationalmannschaft
- U-17-Weltmeisterschaft: 2014